# Wólka Załęska (powiat piaseczyński)
Wólka Załęska – wieś sołecka w Polsce położona w województwie mazowieckim, w powiecie piaseczyńskim, w gminie Góra Kalwaria.
W latach 1975–1998 miejscowość należała administracyjnie do województwa warszawskiego.
Po wschodniej stronie miejscowości przebiega droga wojewódzka nr 724.